# Catlin Adams
Catlin Adams (Nira Barab; 11 de octubre de 1950) es una actriz y directora de cine estadounidense, reconocida por sus interpretaciones en las películas The Jazz Singer y Toothless. También ha dirigido algunas películas y episodios de series de televisión.

## Filmografía

### Como actriz
| Año       | Título                       | Papel                      | Notas       |
| --------- | ---------------------------- | -------------------------- | ----------- |
| 1968      | The Rat Patrol               |                            | 1 episodio  |
| 1968–1970 | Adam-12                      | Karen/M'Liss               | 2 episodios |
| 1970      | Up in the Cellar             | Tracey Chamber             |             |
| 1971      | Nichols                      | Mabel Zimmerman            | 1 episodio  |
| 1973      | The Fuzz Brothers            | Trina                      |             |
| 1974      | McMillan & Wife              | Ruth Habbib                | 1 episodio  |
| 1975      | The Fortune                  |                            |             |
| 1975      | Katherine                    | Jessica                    |             |
| 1976      | The Streets of San Francisco | Cathy Dineen               | 1 episodio  |
| 1977      | Panic in Echo Park           | Cynthia                    |             |
| 1975–1977 | Kojak                        | Sheila/Adelle/Theresa Ryan | 4 episodios |
| 1979      | The Jerk                     | Patty Bernstein            |             |
| 1980      | The Jazz Singer              | Rivka Rabinovitch          |             |
| 1982–1983 | Square Pegs                  | Sra. Loomis                | 5 episodios |
| 1990      | thirtysomething              | Pippa Fallow               | 1 episodio  |
| 1995      | Freaky Friday                | Dana 'Dinky' Barb          |             |
| 1997      | Toothless                    | Madre de Carrie            |             |
| 1998      | New York Undercover          | Carol Underwood            | 1 episodio  |
| 2000      | Providence                   | Rebecca Rosen              | 1 episodio  |
| 2012      | Underworld: Awakening        | Olivia                     |             |

### Como directora
| Año  | Título                   | Notas                                       |
| ---- | ------------------------ | ------------------------------------------- |
| 1986 | ABC Afterschool Specials | Episodio: "Wanted: The Perfect Guy"         |
| 1988 | Sticky Fingers           |                                             |
| 1990 | Stolen: One Husband      |                                             |
| 1990 | Beverly Hills, 90210     | Episodio: "Every Dream Has Its Price (Tag)" |